# الدم الأخضر (مانغا)
الدم الأخضر (باليابانية: グリーン・ブラッド، بالروماجي:  Gurīn Buraddo) (بالإنجليزية: Green Blood)‏ هي سلسلة مانغا يابانية من تأليف كاكيزاكي ماساسومي، نشرت المانغا في 13 يونيو عام 2011 حتى 13 مايو عام 2013، من قبل كودانشا، في مجلة مجلة يونغ الأسبوعية، وتكون المانغا من 5 مجلدات.

## القصة
تدور أحداث القصة في الولايات المتحدة الأمريكية في مدينة مانهاتن، كانت نهاية الحرب الاهلية هي بداية الثورة الصناعية في الولايات المتحدة الأمريكية حيث بدأ المهاجرين من جميع أنحاء العالم بالسفر إلى الولايات المتحدة الأمركيية حتى يحققون حلمهم الأمريكي، ولكن واجه الغالبية العظمى منهم الفقر والعنصرية وانعدام الأمل. امتلأت مانهاتن ونيويورك بالمهاجرين الذين أتوا من الموانئ، المقاطعة السادسة أو ما تعرف بأسم النقاط الخمس، وتعد المكان الأفقر في العالم. حيث عاثت العصابات بالمنطقة فساداً، حتى أنهم قاموا برشوة الشرطة، وكانت منطقة ملكاً للعصابات وكانوا هم القانون فيها، حيث لا يوجد سوى السرقات، والعاهرات والقتلة، لوك بورنز كان شاباً صالحاً وقد أيقن أن سبب هذه المعيشة الفاسدة هم العصابات وأنه لن يتمكن من تحقيق حلمه الأمريكي لو انضم إلى أحدها. ولكن أخوه الأكبر، براد بورنز، كان أفضل قاتل مأجور لأكبر عصابة . عرف براد بأسم حاصد الأرواح، هو سر كتمه براد عن أخيه الأصغر لوك من أجل حمايته.

## وصلات خارجية
- الموقع الرسمي